# Eveline Vervliet
Eveline Vervliet (Antwerpen, 16 april 1997) is een Belgische componiste en geluidskunstenares.

## Biografie
Eveline Vervliet begon haar hogere studies compositie aan de Fontys School of Fine Arts and Performing Arts in Tilburg (NL) bij Kees van den Bergh en Anthony Fiumara. Daarna zette ze haar opleiding verder aan HMDK Stuttgart bij Martin Schüttler. Daarvoor kreeg ze een beurs van het Nederlandse Cultuurfonds.
Tijdens haar opleiding in Tilburg ontving Eveline Vervliet  de Jacques de Leeuwprijs voor jonge uitvoerende en creërende muzikanten, een prijs die jaarlijks aan de twee meest getalenteerde studenten uitgereikt wordt. Eerder mocht ze ook al de Eerste prijs Componeren voor Beiaard ontvangen, uitgereikt door de Koninklijke Nederlandse Klokkenspel-Vereniging. Ze ontving reeds compositieopdrachten van onder andere Nadar Ensemble, Ensemble Proton, festival De Link, Stuttgarter Philharmoniker en DE SINGEL.
Samen met de Duitse Desiree Kabis is ze de drijvende kracht achter WebSoundArt, een online platform en blog over geluidskunst voor het web.

## Werkbespreking
Eveline Vervliet zoekt in haar artistieke praktijk steeds naar verbindingen tussen muzikanten en technologie. De wisselwerking tussen oude en nieuwe media loopt als een rode draad doorheen haar werk. In ...plik.plok....... (2023), dat Vervliet voor de harpiste Miriam Overlach schreef, verrijkt ze de harp met klanken van oude cassettetapes. In Flits (2023) voor cello, elektrische gitaar, drum en live elektronica onderzoekt ze dan weer de verschillen in klankkleur van akoestische en versterkte instrumenten, waarbij de elektronische versterking telkens weer aan- en uitgezet wordt. Steeds meer raakt Vervliet geïntrigeerd door de elektronische muziek. Ze leert zichzelf programmeren en ontwikkelt logaritmes waarmee computerprogramma’s bepaalde aspecten van de klinkende muziek zelf kunnen bepalen binnen een door Vervliet ontworpen kader. Dat is bijvoorbeeld het geval in flickering entities (2024) voor synthesizer en live elektronica, waarin de klanken van de toetsen die de pianist indrukt onmiddellijk gemanipuleerd worden door achterliggende software. De muzikant treedt op zijn beurt in dialoog met de live elektronica.
Naast composities voor instrumenten met live elektronica, maakt Eveline Vervliet ook elektronische muziek en interactieve audiovisuele installaties.